# Corte suprema
- Suprema Corte dos Estados Unidos
- Suprema Corte do Canadá

- Supremo Tribunal Federal da Suíça
- Corte Suprema de Justiça da Argentina

- Supremo Tribunal Federal do Brasil
- Supremo Tribunal de Espanha

- Suprema Corte do Japão
- Suprema Corte da Austrália

- Supremo Tribunal da Índia
- Suprema Corte do Gana

Em grande parte das jurisdições legais, uma corte suprema ou tribunal supremo, também conhecida como corte de última instância, corte ápice e alta (ou final) corte de apelação, é a mais alta corte dentro da hierarquia de cortes. De forma geral, as decisões de uma corte suprema são vinculantes para todas as outras cortes em uma nação e não estão sujeitas a revisão adicional por qualquer outra corte. Cortes supremas tipicamente funcionam primariamente como cortes de apelação, ouvindo apelações das decisões de cortes de primeira instância, ou de cortes de apelação de nível intermediário. Uma Corte Suprema também pode, em certas circunstâncias, atuar como corte de jurisdição original, no entanto, isso é tipicamente limitado ao direito constitucional.
Contudo, nem todas as cortes mais altas são nomeadas como tal. Estados de direito civil tendem a não ter uma única corte mais alta. Adicionalmente, a corte mais alta em algumas jurisdições não é nomeada "Corte Suprema", por exemplo, a Alta Corte da Austrália. Por outro lado, em alguns lugares a corte nomeada "Corte Suprema" de fato não é a mais alta corte; exemplos incluem a Corte Suprema de Nova Iorque, as cortes supremas de várias províncias/territórios canadenses, e a antiga Corte Suprema de Judicatura da Inglaterra e País de Gales e Corte Suprema de Judicatura da Irlanda do Norte, que são todas subordinadas a cortes de apelação superiores.
A ideia de uma corte suprema deve muito aos formuladores da Constituição dos Estados Unidos. Foi durante os debates sobre a divisão de poderes entre os departamentos legislativo e executivo que os delegados à Convenção Constitucional de 1787 estabeleceram os parâmetros para o judiciário nacional. Criar um "terceiro ramo" separado do governo foi uma ideia nova; na tradição inglesa, o poder judiciário é apenas um aspecto da autoridade soberana da Coroa. Também foi proposto na Convenção Constitucional que o judiciário deveria ter um papel em checar o poder executivo de exercer um veto ou revisar leis. No fim, os Formuladores da Constituição chegaram a um compromisso ao esboçar apenas um contorno geral do judiciário, investindo o poder judicial federal em "uma corte suprema, e em tais cortes inferiores quanto o Congresso de tempos em tempos possa ordenar e estabelecer". Eles não delinearam os exatos poderes e prerrogativas da Corte Suprema nem a organização do Ramo Judicial como um todo.
Alguns países possuem múltiplas "cortes supremas" cujas jurisdições respectivas têm diferentes extensões geográficas ou que são restritas a áreas particulares do direito. Países com um sistema de governo federal podem ter tanto uma corte suprema federal (como a Suprema Corte dos Estados Unidos) quanto cortes supremas para cada estado membro (como a Corte Suprema de Nevada), sendo que a primeira tem jurisdição sobre a última apenas na medida em que a constituição federal estende a lei federal sobre a lei estadual. No entanto, outras federações, como o Canadá, podem ter uma corte suprema de jurisdição geral, capaz de decidir qualquer questão de direito. Jurisdições com um sistema de direito civil frequentemente têm uma hierarquia de cortes administrativas separadas das cortes ordinárias, lideradas por uma corte administrativa suprema (como a Corte Administrativa Suprema da Finlândia, por exemplo). Um número de jurisdições também mantém uma corte constitucional separada ou outro corpo judicial ou quase-judicial (primeiramente desenvolvido na Constituição da Tchecoslováquia de 1920), como Áustria, França, Alemanha, Itália, Luxemburgo, Portugal, Rússia, Espanha e África do Sul. Dentro do antigo Império Britânico, a corte mais alta dentro de uma colônia era frequentemente chamada de "Corte Suprema", mesmo que apelações pudessem ser feitas dessa corte para o Conselho Privado do Reino Unido (com sede em Londres). Um número de jurisdições da Commonwealth retém esse sistema, mas muitas outras reconstituíram sua própria corte mais alta como uma corte de última instância, com o direito de apelação para o Conselho Privado sendo abolido.
Em jurisdições que usam o sistema common law, aplica-se a doutrina do stare decisis, pela qual os princípios aplicados pela corte suprema em suas decisões são vinculantes para todas as cortes inferiores; isso visa aplicar uma interpretação e implementação uniformes da lei. Em jurisdições de direito civil, a doutrina do stare decisis geralmente não é considerada aplicável, então as decisões da corte suprema não são necessariamente vinculantes além do caso imediato diante dela; no entanto, na prática, as decisões da corte suprema geralmente fornecem um precedente muito forte, ou jurisprudência constante, tanto para si mesma quanto para todas as cortes inferiores.

## Jurisdições de direito comum

### Austrália
A Alta Corte da Austrália é a corte suprema na hierarquia das cortes australianas e a última instância de apelação na Austrália. Ela possui tanto jurisdição original quanto de apelação, o poder de revisão judicial sobre as leis aprovadas pelo Parlamento da Austrália e pelos parlamentos dos estados, e a capacidade de interpretar a Constituição da Austrália, moldando assim o desenvolvimento do federalismo na Austrália.
A Alta Corte é mandatada pela seção 71 da Constituição, que lhe confere o poder judicial da Commonwealth da Austrália. A Corte foi constituída pelo, e seus primeiros membros foram nomeados sob, o Judiciary Act de 1903. Agora, opera sob as seções 71 a 75 da Constituição, o Judiciary Act, e o High Court of Australia Act de 1979. É composta por sete Juízes: o Chefe de Justiça da Austrália, atualmente Stephen Gageler AC, e outros seis Juízes. Eles são nomeados pelo Governador-geral da Austrália, sob aconselhamento do governo federal, e sob a constituição devem se aposentar aos 70 anos.

### Índia
A Suprema Corte da Índia foi criada em 28 de janeiro de 1950, após a adoção da Constituição. O artigo 141 da Constituição da Índia estabelece que a lei declarada pela Suprema Corte deve ser vinculante para todos os tribunais dentro do território da Índia, enquanto o artigo 142 confere à corte o poder inerente de passar qualquer decreto ou ordem para garantir 'justiça completa'. É a corte mais alta na Índia e possui a autoridade judicial final para interpretar a Constituição e decidir questões de direito nacional (incluindo leis locais). A Suprema Corte também é investida com o poder de revisão judicial para garantir a aplicação do estado de direito.

### Irlanda
O Supremo Tribunal é a corte mais alta na República da Irlanda. Ela tem autoridade para interpretar a constituição e anular leis e atividades do estado que considera inconstitucionais. É também a maior autoridade na interpretação da lei. Constitucionalmente, deve ter autoridade para interpretar a constituição, mas sua jurisdição de apelação adicional de cortes inferiores é definida por lei. A Suprema Corte Irlandesa é composta por seu membro presidente, o Chefe de Justiça, e outros sete juízes. Os juízes da Suprema Corte são nomeados pelo Presidente, em conformidade com o conselho vinculativo do Governo. A Suprema Corte se reúne no Four Courts em Dublin.

### Paquistão
A Suprema Corte tem sido a corte ápice para o Paquistão desde a declaração da república em 1956 (anteriormente, essa função era desempenhada pelo Conselho Privado). A Suprema Corte tem a última palavra em questões de direito constitucional, direito federal ou em questões de competência mista federal e provincial. Pode ouvir apelações em questões de competência provincial apenas se uma questão de natureza constitucional for levantada.
Com respeito aos territórios autônomos do Paquistão (ou seja, Azad Kashmir e Gilgit-Baltistan), a jurisdição da Suprema Corte é bastante limitada e varia de território para território; ela pode ouvir apelações apenas de natureza constitucional de Azad Kashmir e Gilgit-Baltistan. Azad Kashmir tem seu próprio sistema de cortes e a constituição do Paquistão não se aplica a ele como tal; apelações de Azad Kashmir relacionam-se à sua relação com o Paquistão.
As províncias têm seu próprio sistema de cortes, com o Tribunal Superior como a corte ápice, exceto na medida em que uma apelação pode ir para a Suprema Corte, como mencionado acima.

### Reino Unido
A Suprema Corte do Reino Unido é o tribunal máximo para questões criminais e civis na Inglaterra, País de Gales e Irlanda do Norte e para questões civis na Escócia. (A corte suprema para questões criminais na Escócia é a Alta Corte de Justiçaria.) A Suprema Corte foi estabelecida pela Lei de Reforma Constitucional de 2005, com efeito a partir de 1º de outubro de 2009, substituindo e assumindo as funções judiciais da Casa dos Lordes. Questões de devolução de poderes sob o Ato da Escócia de 1998, o Ato de Governo do País de Gales e o Ato da Irlanda do Norte foram também transferidas para a nova Suprema Corte pela Lei de Reforma Constitucional, do Comitê Judicial do Conselho Privado.
A Suprema Corte compartilha seus membros e acomodações no Guildhall de Middlesex em Londres com o Comitê Judicial do Conselho Privado, que ouve apelações finais de certos países menores da Commonwealth, casos de almirantado e certos recursos das cortes eclesiásticas e jurisdições privadas estatutárias, como órgãos profissionais e acadêmicos.
(A Lei de Reforma Constitucional também renomeou a Suprema Corte de Judicatura da Irlanda do Norte para Tribunal de Judicatura e a raramente citada Suprema Corte de Judicatura para Inglaterra e País de Gales como as Cortes Superiores da Inglaterra e País de Gales).
A Suprema Corte foi estabelecida em 2009; até então, a Câmara dos Lordes era o tribunal máximo além de ser um corpo legislativo, e o Lorde Chanceler, com funções legislativas e executivas, também era um juiz sênior na Casa dos Lordes.

### Estados Unidos

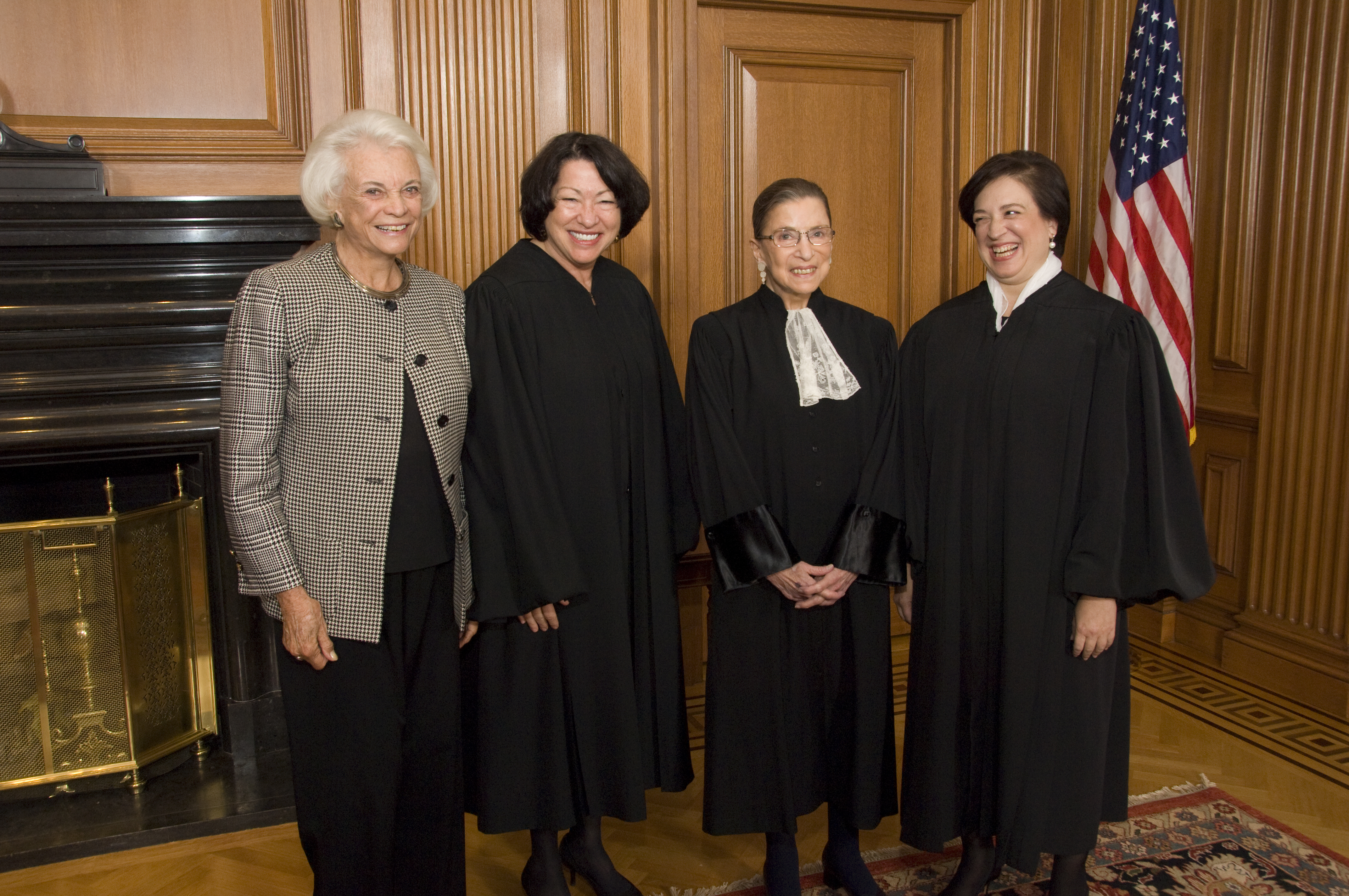
As quatro primeiras juízas da Suprema Corte dos Estados Unidos são Sandra Day O'Connor, Sonia Sotomayor, Ruth Bader Ginsburg e Elena Kagan.

A Suprema Corte dos Estados Unidos, estabelecida em 1789, é a corte federal mais alta dos Estados Unidos. Possui poderes de apelação final sobre o sistema de cortes federais e pode realizar revisão judicial em questões envolvendo a lei federal dos EUA (que se aplica a todos os estados). Atualmente, há nove membros na Suprema Corte dos EUA, no entanto, o número não é especificado na Constituição. Novos membros são nomeados para mandatos vitalícios pelo Presidente dos Estados Unidos e devem ser confirmados pelo Senado. Não há requisitos específicos estabelecidos na Constituição para os indicados à Suprema Corte.
Cada estado dos EUA também tem sua própria suprema corte estadual, a autoridade máxima na interpretação da lei desse estado e na administração do judiciário desse estado. As cortes de Oklahoma e Texas têm cortes criminais e civis separados de última instância, enquanto Delaware tem cortes separadas para funções de apelação e equidade.
Os nomes oficiais das supremas cortes estaduais variam, assim como os títulos de seus membros, o que pode causar confusão entre as jurisdições. Nomes alternativos para supremas cortes incluem Tribunal de Apelações, Suprema Corte de Apelações e Suprema Corte Judicial. No entanto, a Suprema Corte de Nova York, Divisão de Apelação é uma corte inferior, não uma suprema corte. Os títulos para os ocupantes de cargos judiciais podem causar confusão, até mesmo dentro da mesma jurisdição. No Texas, os cargos de Justiça, Juiz e Juízes de Paz são membros de níveis sucessivamente inferiores de cortes.

## Jurisdições de direito civil
O direito romano e o Corpus Juris Civilis são geralmente considerados o modelo histórico para o direito civil. A partir do final do século 18, as jurisdições de direito civil começaram a codificar suas leis, principalmente em códigos civis.

### Argentina
A Suprema Corte funciona como um tribunal de última instância. Suas decisões não podem ser apeladas. Também decide casos que lidam com a interpretação da constituição (por exemplo, pode anular uma lei aprovada pelo Congresso se considerar que é inconstitucional).

### Áustria
Na Áustria, a Constituição Austríaca de 1920 (baseada em um rascunho de Hans Kelsen) introduziu a revisão judicial de atos legislativos por sua constitucionalidade. Essa função é realizada pelo Tribunal Constitucional (Verfassungsgerichtshof), que também é encarregado da revisão de atos administrativos quanto à violação de direitos garantidos constitucionalmente. Além disso, atos administrativos são revisados pelo Tribunal Administrativo (Verwaltungsgerichtshof). O Supremo Tribunal (Oberste Gerichtshof (OGH)), está no topo do sistema de "cortes ordinárias" (ordentliche Gerichte) da Áustria como a instância final em questões de direito privado e direito penal.

### Brasil
No Brasil, o Supremo Tribunal Federal é a corte mais alta. É tanto o tribunal constitucional quanto o tribunal de última instância no direito brasileiro. Ele apenas revisa casos que podem ser inconstitucionais ou pedidos finais de habeas corpus para casos criminais. Também julga, em jurisdição original, casos envolvendo membros do congresso, senadores, ministros de estado, membros dos tribunais superiores e o Presidente e Vice-Presidente da República. O Superior Tribunal de Justiça revisa decisões dos Tribunais de Justiça Estaduais e Tribunais Regionais Federais em casos de direito civil e penal, quando lidam com a lei federal ou decisões conflitantes. O Tribunal Superior do Trabalho revisa casos envolvendo direito do trabalho. O Tribunal Superior Eleitoral é o tribunal de última instância do direito eleitoral, e também supervisiona as eleições gerais. O Superior Tribunal Militar é a corte mais alta em questões de direito militar federal.

### Islândia
A Suprema Corte da Islândia (em islandês: Hæstiréttur Íslands, literalmente: Corte Mais Alta da Islândia) foi fundada sob a Lei Nº 22/1919 e realizou sua primeira sessão em 16 de fevereiro de 1920. A Corte detém o mais alto poder judicial na Islândia. O sistema judiciário foi transformado de um sistema de dois níveis para um sistema de três níveis em 2018 com a criação do Landsréttur.

### Israel
A Suprema Corte de Israel está no topo do sistema judiciário do Estado de Israel. É a instância judicial mais alta. A Suprema Corte se localiza em Jerusalém. Sua jurisdição abrange todo o Estado. Uma decisão da Suprema Corte é vinculante para todos os tribunais, exceto a própria Suprema Corte. A suprema corte israelense é tanto um tribunal de apelação quanto o alto tribunal de justiça. Como tribunal de apelação, a Suprema Corte considera casos em apelação (tanto criminais quanto civis) sobre julgamentos e outras decisões dos Tribunais Distritais. Ela também considera apelações sobre decisões judiciais e quase-judiciais de vários tipos, como questões relacionadas à legalidade das eleições da Knesset e decisões disciplinares da Ordem dos Advogados.
Como o Alto Tribunal de Justiça (em hebraico: Beit Mishpat Gavoha Le'Zedek; também conhecido por suas iniciais como Bagatz), a Suprema Corte atua como corte de primeira instância, principalmente em questões relativas à legalidade das decisões das autoridades estatais: decisões do Governo, de autoridades locais e de outros órgãos e pessoas que desempenham funções públicas sob a lei, e desafios diretos à constitucionalidade das leis promulgadas pela Knesset. O tribunal tem ampla autoridade discricionária para decidir sobre questões nas quais considera necessário conceder alívio no interesse da justiça e que não estão sob a jurisdição de outro tribunal ou tribunal. O Alto Tribunal de Justiça concede alívio por meio de ordens como injunção, mandamus e Habeas Corpus, bem como por meio de julgamentos declaratórios. A Suprema Corte também pode sentar-se em uma audiência adicional sobre sua própria sentença. Em uma matéria sobre a qual a Suprema Corte decidiu - seja como tribunal de apelação ou como o Alto Tribunal de Justiça - com um painel de três ou mais juízes, ela pode decidir em uma audiência adicional com um painel de um número maior de juízes. Uma audiência adicional pode ser realizada se a Suprema Corte emitir uma decisão inconsistente com uma decisão anterior ou se o Tribunal considerar que a importância, dificuldade ou novidade de uma decisão do Tribunal justifica tal audiência. A Suprema Corte também possui o poder único de poder ordenar um "trial de novo" (um novo julgamento).

### Itália
A Itália segue o sistema francês de diferentes cortes supremas.
A corte de última instância italiana para a maioria das disputas é a Suprema Corte de Cassação. Há também uma corte constitucional separada, a Corte Constitucional, que tem o dever de revisão judicial e que pode invalidar a legislação por estar em conflito com a Constituição. Assim como na França, casos administrativos são decididos pelo Conselho de Estado.

### Portugal
Em Portugal, existem várias cortes supremas, cada uma com uma jurisdição específica:
- O Supremo Tribunal de Justiça - para questões judiciais (civis e criminais);
- O Tribunal Constitucional - para as questões constitucionais;
- O Supremo Tribunal Administrativo - para questões administrativas e fiscais;
- O Tribunal de Contas - para a auditoria das despesas públicas.

Até 2003, existia uma quinta corte suprema para a jurisdição militar, sendo esta o Supremo Tribunal Militar. Atualmente, em tempo de paz, a corte suprema para questões de justiça militar é o Supremo Tribunal de Justiça, que agora inclui quatro juízes militares.

### Coreia do Sul
Na Coreia do Sul, o papel da corte mais alta é dividido entre dois órgãos judiciais constitucionais do poder judiciário.
- Para os principais casos constitucionais, a Corte Constitucional da Coreia;
- Para todos os casos, exceto a jurisdição da Corte Constitucional da Coreia, a Suprema Corte da Coreia.

### Espanha
O Tribunal Supremo espanhol é a corte mais alta para todos os casos na Espanha (tanto privados quanto públicos). Apenas os casos relacionados aos direitos humanos podem ser apelados ao Tribunal Constitucional (que também decide sobre a conformidade dos atos com a Constituição Espanhola).
Na Espanha, as cortes superiores não podem criar precedentes vinculantes;  no entanto, as cortes de menor instância geralmente observam as interpretações do Tribunal Supremo. Na maioria dos casos de direito privado, são necessárias duas decisões do Tribunal Supremo que apoiem uma reivindicação para se apelar ao Tribunal Supremo.
Cinco seções formam o Tribunal Supremo espanhol:
- A Seção um julga casos de direito privado (incluindo direito comercial).
- A Seção dois decide sobre apelações criminais.
- A Seção três julga casos administrativos e controla os poderes normativos do governo.
- A Seção quatro é dedicada ao direito do trabalho.
- A Seção cinco é dedicada à justiça militar.

Também existe um tribunal constitucional separado, o Tribunal Constitucional, que tem o dever de ser o supremo intérprete da Constituição Espanhola, com o poder de determinar a constitucionalidade de atos e estatutos feitos por qualquer órgão público, central, regional ou local na Espanha.